# Лінешо
Лінешо (італ. Linescio) — громада  в Швейцарії в кантоні Тічино, округ Валлемаджа.

## Географія
Громада розташована на відстані близько 115 км на південний схід від Берна, 36 км на захід від Беллінцони.
Лінешо має площу 6,7 км², з яких на 1,5% дозволяється будівництво (житлове та будівництво доріг), 2,7% використовуються в сільськогосподарських цілях, 70,2% зайнято лісами, 25,6% не є продуктивними (річки, льодовики або гори).

## Демографія
2019 року в громаді мешкало 47 осіб (-2,1% порівняно з 2010 роком), іноземців було 10,6%. Густота населення становила 7 осіб/км².
За віковим діапазоном населення розподілялося таким чином: 2,1% — особи молодші 20 років, 70,2% — особи у віці 20—64 років, 27,7% — особи у віці 65 років та старші. Було 26 помешкань (у середньому 1,7 особи в помешканні).